# Montenegro en los Juegos Olímpicos de Pekín 2022
Montenegro estuvo representado en los Juegos Olímpicos de Pekín 2022 por tres deportistas que competirán en dos deportes. Responsable del equipo olímpico es el Comité Olímpico de Montenegro, así como las federaciones deportivas nacionales de cada deporte con participación.
Los portadores de la bandera en la ceremonia de apertura fueron el esquiador alpino Eldar Salihović. El equipo olímpico de Montenegro no obtuvo ninguna medalla en estos Juegos.